# Мисс Интернешнл 2004
Мисс Интернешнл 2004 (англ. Miss International 2004) — 34-й международный конкурс красоты Мисс Интернешнл, проведённый 16 октября 2004 года в Пекине (Китай), который выиграла Хеймми Варгас из Колумбии.

## Финальный результат
| Финальные результаты | Участница |
| -------------------- | --- |
| Мисс Интернешнл 2004 | - Колумбия — Хеймми Варгас |
| 1-я вице-мисс        | - США — Эми Линн Холбрук |
| 2-я вице-мисс        | - Греция — Ольга Киприоту |
| Полуфиналистки       | - Китай — Сун Йу - Франция — Люси Деглатагне - Германия — Наташа Боргер - Индия — Михика Варма - Япония — Тамико Кавахара - Республика Корея — Ким Ин-а - Латвия — Елена Керан - Монголия — Содтуя Чадраабал - Филиппины — Маргарет Анн Байот - Россия — Наталья Колодезникова - Испания — Кристина Торрес Домингес - Великобритания — Лаура Шилдс |

## Специальные награды
| Награда                    | Участница                        |
| -------------------------- | -------------------------------- |
| Лучший Национальный Костюм | - Китай — Сун Йу                 |
| Miss Friendship            | - Гонконг — Фу Сзе-Сзе           |
| Miss Good Will             | - Россия — Наталья Колодезникова |
| Miss Photogenic            | - Монголия — Содтуя Чадраабал    |

## Участницы
| - Ангола — Тельма де Хесус Эсперанса Сони (SF Universe '04) - Аруба — Ysaura Giel - Австралия — Lacey Davis - Багамские Острова — Shantell Nicole Hall (World '03) - Боливия — Ванесса Патрисия Морон Харсун (Earth '05) - Бразилия — Grazielli Massafera - Канада — Adelynn Cupino - Чили — Франсиска Валенсуэла Рендик - Китай — Sun Yue - Колумбия — Хеймми Варгас (winner World Coffee Queen '05) - Коста-Рика — Татьяна Варгас Крус - Кипр — Demetra Mouski - Чехия — Michaela Wostlova - Доминиканская Республика — Кароль М. Арсиниегас (3rd RU Coffee '03) - Эквадор — Ирена Андреа Сунино Гарсиа - Египет — Dina Abel - Сальвадор — Андреа Эрнандес (World Coffee Queen '04) - Эфиопия — Helina Mezegbu - Финляндия — Henna Ylilauri - Франция — Lucie Degletagne - Германия — Наташа Ванесса Бёргер Севилья (SF Universe '02, 1st RU Europe '02), 2nd RU Intercontinental '02, winner Top Model of the World '02, winner Baltic Sea '03) - Греция — Olga Kypriotou - Гавайи — Kellie Peterson - Гонконг — Fu Sze-Sze - Венгрия — Бланка Бакош (Universe '04) - Исландия — Halldora Rut Bjarnadottir - Индия — Mihika Varma - Израиль — Li’or Keren - Япония — Tamiko Kawahara (川原多美子) | - Республика Корея — Kim In-ha - Латвия — Jelena Keirane (SF Earth '02, Europe '03) - Ливия — Nataly Nasrallah - Малайзия — Lim Lee Ching - Мексика — Бернадетта Гонсалес - Монголия — Sodtuya Chadraabal - Новая Каледония — Yvana Parotu - Северные Марианские Острова — Kenyelyn Litumular Arriola - Норвегия — Stephanie Eide Furuguiel - Панама — Anabella Hale - Перу — Альдана Хойсе Гарсиа Хансен (Sudamericana '03, Coffee '06) - Филиппины — Margaret Ann «Maan» Awitan Bayot (1st RU Maja Mundial '04) - Польша — Marta Matyjasik (2nd RU Europe '02, World '02, 3rd RU Earth '03) - Пуэрто-Рико — Мередит Эррера - Румыния — Ramona-Angela Raut - Россия — Nataliya Kolodeznikova - Сенегал — Aminata Dieye - Сербия и Черногория — Jasna Bozovic - Сингапур — Sherry Ng Yun Feng - Словакия — Aneta Kailingova - Испания — Кристина Торрес Домингес - Таиланд — Sunisa Pasuk (Tourism Intercontinental '03, Intercontinental '04) - Тунис — Rym Laalai - Турция — Gulsah Sahin - Украина — Юлия Кумпан - Великобритания — Laura Shields - США — Amy Lynne Holbrook (Coffee '04) - Венесуэла — Элейди Апарисио - Замбия — Cynthia Kanema (World '03, Universe '04, Earth '05) |

## Заметки конкурса по странам

### Страны, которые не участвовали
- Белиз — Фара Кариса Эванс
- Нигерия — Ене Мая Лауани
- Парагвай — Мириам Ракель Родригес
- Шри-Ланка — Шехара Силва
- Французская Полинезия — Таня Тинирауарии